# Zalophus
Zalophus je rod lachtanů.

## Taxonomie
Po dlouhou dobu se vedla vědecká debata, zda rod Zalophus představuje monotypický taxon s jedním zástupcem a třemi poddruhy, či se jedná o rod se třemi druhy. Rozsáhlá studie DNA z roku 2007 prokázala, že se jedná o tři samostatné druhy. Podle závěrů studie se lachtan mořský a lachtan tmavý oddělili před 2,3 (± 0.5) milionů let. Rod tak obsahuje 3 následující druhy:
- Z. californianus: Lachtan tmavý
- Z. japonicus: Lachtan japonský
- Z. wollebaeki: Lachtan mořský

## Rozšíření a populace
Lachtan tmavý je rozšířen po západním pobřeží Severní Ameriky. Lachtan mořský je endemitem Galapág.
Vyhynulý lachtan japonský býval rozšířen kolem Japonského souostroví, Korejského poloostrova a Kamčatky.